# Ерік Трулле (регент)
Ерік Трулле (нар. пр. 1460 — † 1529 або 1530) — регент Швеції у першій половині 1512 року, у період Кальмарської Унії.